# チエリオ
チエリオは、日本の競走馬、繁殖牝馬。啓衆社賞最良5歳以上牝馬。
馬主は作家の吉川英治。なお、母・オーマツカゼはチエリオを産んだあと、皐月賞馬（1955年）のケゴン（この馬も吉川の所有馬。本馬とは全姉弟）、朝日杯3歳ステークス（1959年）優勝馬のマツカゼオー、オークス（1962年）馬のオーハヤブサを輩出している。

## 経歴

### 3歳時
デビュー戦は1952年8月20日のオープン（札幌競馬場）であったが8着。その後も成績は振るわず、漸くデビュー9戦目となる同年12月28日の未出走未勝利戦（中山競馬場、以下 中山）で、やっと初勝利を挙げる事となった。

### 4歳時
4歳に入ってからも勝ちきれないレースが3戦ほど続いたが、1953年1月26日の中山４歳特別（中山）を8番人気ながら制すと以後連勝街道を驀進。続く1月31日の優勝戦（中山）では、この年の桜花賞馬となるカンセイをハナ差下した。そして、この一戦における勝利で陣営は気を良くしたのか、この年の牡馬勢の層がいまひとつ厚くないという点も見越し、西下はせずにこのまま関東に残って皐月賞を目指すことになった。
続く3月8日のオープン（東京競馬場、以下 東京）では1番人気に支持され、2着に4馬身差をつける圧勝。さらにスプリングステークス（東京）においても、ヤマハタに4分の3馬身差をつけて堂々人気に応え、初の重賞を勝った。続く4月5日のオープン（中山）では2着に敗れ5連勝を逃したが、4月12日の中山4歳ステークス（現在のラジオNIKKEI賞、中山）では1番人気を5連勝中のフソウに譲り、自らは2番人気だったものの、そのフソウ以下を一蹴して快勝。4月26日の皐月賞（中山）では堂々1番人気に支持された。
ところが、肝心の皐月賞ではよもやの6着敗退（優勝はボストニアン）。この予想外の結果にもかかわらず、陣営はこの年より日本ダービーの前週に開催時期が移行される事になったオークスはもとより、何と連闘でダービーにも出走させるという仰天プランを打ち上げたのである。
5月17日のオークス（東京）では、桜花賞馬のカンセイが出走を取り消した事から断然の1番人気に支持されたが、4番人気の関西馬・ジツホマレにクビ差敗れるという不覚を取る。しかし、予定通り連闘で出走する事になった5月24日のダービー（東京）では3番人気に支持される。結果はボストニアンが二冠を達成し、チエリオは2着のダイサンホウシュウに僅差の4着だったが、連闘でこの結果というのは十分評価に値するものであった。
その後、チエリオは国営競馬の北海道シリーズに出走。3戦1勝の成績を収め9月に帰厩。この年が第1回のレースとなるクイーンステークスを目指し、秋初戦の9月23日、オープン（東京）を快勝。そして10月4日のクイーンステークス（東京）では1番人気に支持され、ワカクサを半馬身差下して初代優勝馬に輝いた。因みに、桜花賞馬・カンセイは最下位の8着に敗れた。そして、こちらもまた第1回となった11月22日の東京・東京牝馬特別（現在の府中牝馬ステークス、東京）では62キロという、牡馬でさえ酷量と言われる斤量を背負いながらも勝ち、ここでも初代優勝馬に輝いた。続く11月29日の毎日王冠（東京）では、タカハタ、レダ、クインナルビーといった前年の最強世代とも称された先輩牝馬たちに先着を果たし、勝ったトラツクオーのクビ差2着と健闘した。
クラシックのタイトルを手にする事が出来なかったチエリオだったが、ここまでの成績を見る限りこの年の4歳牝馬としては十分すぎるくらいの活躍ぶりを見せた。

### 5歳以降
タフな馬でもあるチエリオは、旧5歳に入ってもコンスタントにレースをこなすが、春のシーズンは今ひとつ勝ちきれないレースが目立った。だが、1954年5月30日の中距離特別（東京）で、東京牝馬特別以来の勝利を収めると、その後の中山の3戦も1勝2着2回と着順をまとめた。秋は9月26日の特ハン戦（東京）から始動し2着。その後毎日王冠（東京）2着、目黒記念（東京）3着を経て、11月7日の中山記念（中山）において60キロを背負いながらもダイコロンブスを半馬身差下し、同月21日に行われる天皇賞（東京）でも1番人気に支持され、今度こそ悲願のビッグタイトル制覇の期待が持たれた。しかし、濠州産馬で地方競馬出身、またチエリオと同年代である牝馬のオパールオーキツトの4着と敗退。その後はこの一戦で燃え尽きた形となってしまい、以後6歳2戦を含めて4戦するが勝てず、1955年に引退した。
ところで、この年から国営競馬は日本中央競馬会へと組織変更されると同時に、啓衆社の主催で年度代表馬等の年間表彰制度が設けられたが、チエリオは堂々初代最良5歳以上牝馬（現在のJRA賞最優秀4歳以上牝馬）に選出されている。

### その後
引退後は浦河・富岡牧場で繁殖牝馬として供用された。あまり仔出しは良くなかったが、1968年の牡馬クラシック路線で活躍したジンライなどを送り出した。牝系子孫にはエスプリシーズ（川崎記念）、テイエムハリケーン（札幌3歳ステークス）、テイエムオオアラシ（カブトヤマ記念、福島記念）、ローリエアンドレ（ウインターステークス）などがいるが、ビクトリアクラウン、ニッポーテイオー・タレンティドガール兄妹など数多くの活躍馬を子孫から輩出し、ビユーチフルドリーマー系中興の祖となった妹オーハヤブサには大差を付けられている。1973年をもって用途変更となる。

## 血統表
| チエリオの血統（ブランドフォード系 / Isinglass5×5=6.25%、Orby5×5=6.25% (母内) ） | チエリオの血統（ブランドフォード系 / Isinglass5×5=6.25%、Orby5×5=6.25% (母内) ） | チエリオの血統（ブランドフォード系 / Isinglass5×5=6.25%、Orby5×5=6.25% (母内) ） | （血統表の出典）      | （血統表の出典）      |
| 父 *プリメロ Primero 1931 鹿毛                                                   | 父の父Blandford 1919 黒鹿毛                                                      | Swynford                                                                         | John o'Gaunt          | John o'Gaunt          |
| 父 *プリメロ Primero 1931 鹿毛                                                   | 父の父Blandford 1919 黒鹿毛                                                      | Swynford                                                                         | Canterbury Pilgrim    |                       |
| 父 *プリメロ Primero 1931 鹿毛                                                   | 父の父Blandford 1919 黒鹿毛                                                      | Blanche                                                                          | White Eagle           | White Eagle           |
| 父 *プリメロ Primero 1931 鹿毛                                                   | 父の父Blandford 1919 黒鹿毛                                                      | Blanche                                                                          | Black Cherry          |                       |
| 父 *プリメロ Primero 1931 鹿毛                                                   | 父の母Athasi 1917 鹿毛                                                           | Farasi                                                                           | Desmond               | Desmond               |
| 父 *プリメロ Primero 1931 鹿毛                                                   | 父の母Athasi 1917 鹿毛                                                           | Farasi                                                                           | Molly Morgan          |                       |
| 父 *プリメロ Primero 1931 鹿毛                                                   | 父の母Athasi 1917 鹿毛                                                           | Athgreany                                                                        | Galloping Simon       | Galloping Simon       |
| 父 *プリメロ Primero 1931 鹿毛                                                   | 父の母Athasi 1917 鹿毛                                                           | Athgreany                                                                        | Fairyland             |                       |
| 母 オーマツカゼ 1944 栗毛                                                        | 母の父*ダイオライト Diolite 1927 黒鹿毛                                          | Diophon                                                                          | Grand Parade          | Grand Parade          |
| 母 オーマツカゼ 1944 栗毛                                                        | 母の父*ダイオライト Diolite 1927 黒鹿毛                                          | Diophon                                                                          | Donnetta              |                       |
| 母 オーマツカゼ 1944 栗毛                                                        | 母の父*ダイオライト Diolite 1927 黒鹿毛                                          | Needle Rock                                                                      | Rock Sand             | Rock Sand             |
| 母 オーマツカゼ 1944 栗毛                                                        | 母の父*ダイオライト Diolite 1927 黒鹿毛                                          | Needle Rock                                                                      | Needle Point          |                       |
| 母 オーマツカゼ 1944 栗毛                                                        | 母の母第参アストラル 1937 鹿毛                                                   | *シアンモア Shian Mor                                                            | Buchan                | Buchan                |
| 母 オーマツカゼ 1944 栗毛                                                        | 母の母第参アストラル 1937 鹿毛                                                   | *シアンモア Shian Mor                                                            | Orlass                |                       |
| 母 オーマツカゼ 1944 栗毛                                                        | 母の母第参アストラル 1937 鹿毛                                                   | アストラル                                                                       | *チヤペルブラムプトン | *チヤペルブラムプトン |
| 母 オーマツカゼ 1944 栗毛                                                        | 母の母第参アストラル 1937 鹿毛                                                   | アストラル                                                                       | 種義 F-No.12          |                       |